# Macrobdella sestertia
Macrobdella sestertia är en ringmaskart som beskrevs av Charles Otis Whitman 1886. Macrobdella sestertia ingår i släktet Macrobdella och familjen käkiglar. Inga underarter finns listade i Catalogue of Life.